# Mours-Saint-Eusèbe
Mours-Saint-Eusèbe ist ein Dorf und eine Gemeinde mit 3.404 Einwohnern (Stand: 1. Januar 2022) im französischen Département Drôme in der Region Auvergne-Rhône-Alpes. Die Gemeinde gehört zum Arrondissement Valence und zum Kanton Romans-sur-Isère; die Einwohner werden Moursois genannt.

## Geographie
Der Fluss Savasse begrenzt Mours-Saint-Eusèbe im Westen. Umgeben wird Mours-Saint-Eusèbe von den Nachbargemeinden Peyrins im Norden, Génissieux im Nordosten sowie im Süden Romans-sur-Isère.

## Bevölkerungsentwicklung
| Jahr                       | 1911 | 1962 | 1968 | 1975 | 1982 | 1990 | 1999 | 2006 | 2012 |
| -------------------------- | ---- | ---- | ---- | ---- | ---- | ---- | ---- | ---- | ---- |
| Einwohner                  | 518  | 825  | 988  | 1348 | 1839 | 2027 | 2186 | 2414 | 2781 |
| Quellen: Cassini und INSEE |      |      |      |      |      |      |      |      |      |

## Sehenswürdigkeiten
- Kirche Notre-Dame de Lourdes, aus dem 10. Jahrhundert, Monument historique
- Wehrhaus Chaleyre mit Turm
- Schloss La Bouchardière
- Museum für Sakralkunst